# District de Chinde
Le district de Chinde est une subdivision administrative de la province de Zambézie au nord du Mozambique. En 2007, sa population est de 121 173 habitants et sa ville principale est Chinde.

## Source de la traduction
- (it) Cet article est partiellement ou en totalité issu de l’article de Wikipédia en italien intitulé « Distretto di Chinde » (voir la liste des auteurs).